# Anyuan, Pingxiang
Anyuan är en stadsdistrikt och säte för stadsfullmäktige i Pingxiang i Jiangxi-provinsen i södra Kina.
Orten är särskilt känd för den kolgruvearbetarstrejk som bröt ut den 13 september 1922, dit Mao Zedong, Liu Shaoqi och Li Lisan från det nybildade kommunistpartiet begav sig för att organisera arbetarna. Under kulturrevolutionen uppmärksammades Maos roll under strejken med målningen "Ordförande Mao beger sig till Anyuan", som fick ikonisk status. Idag finns ett museum tillägnat strejken.